# Air Algérie

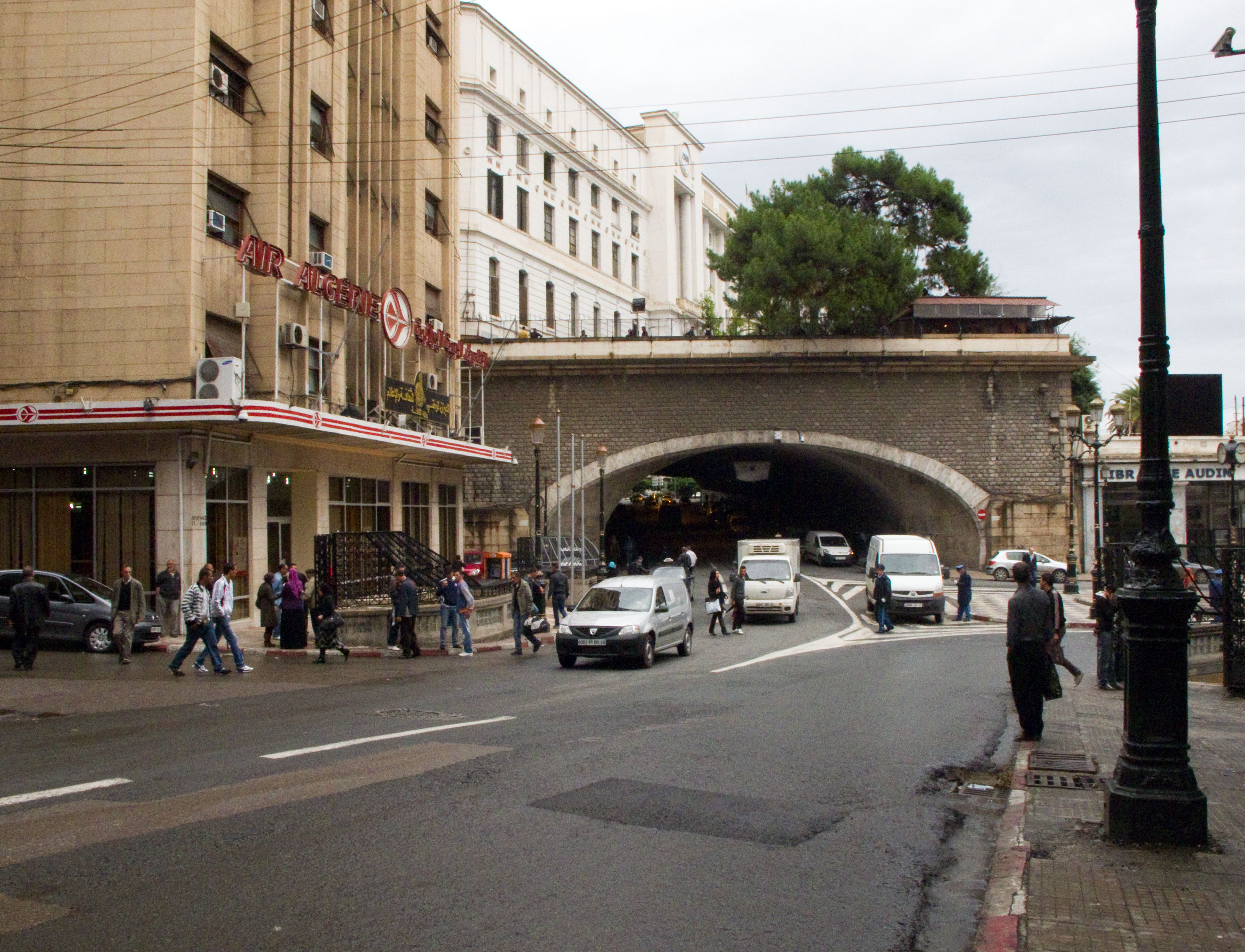
Air Algérie Head Office

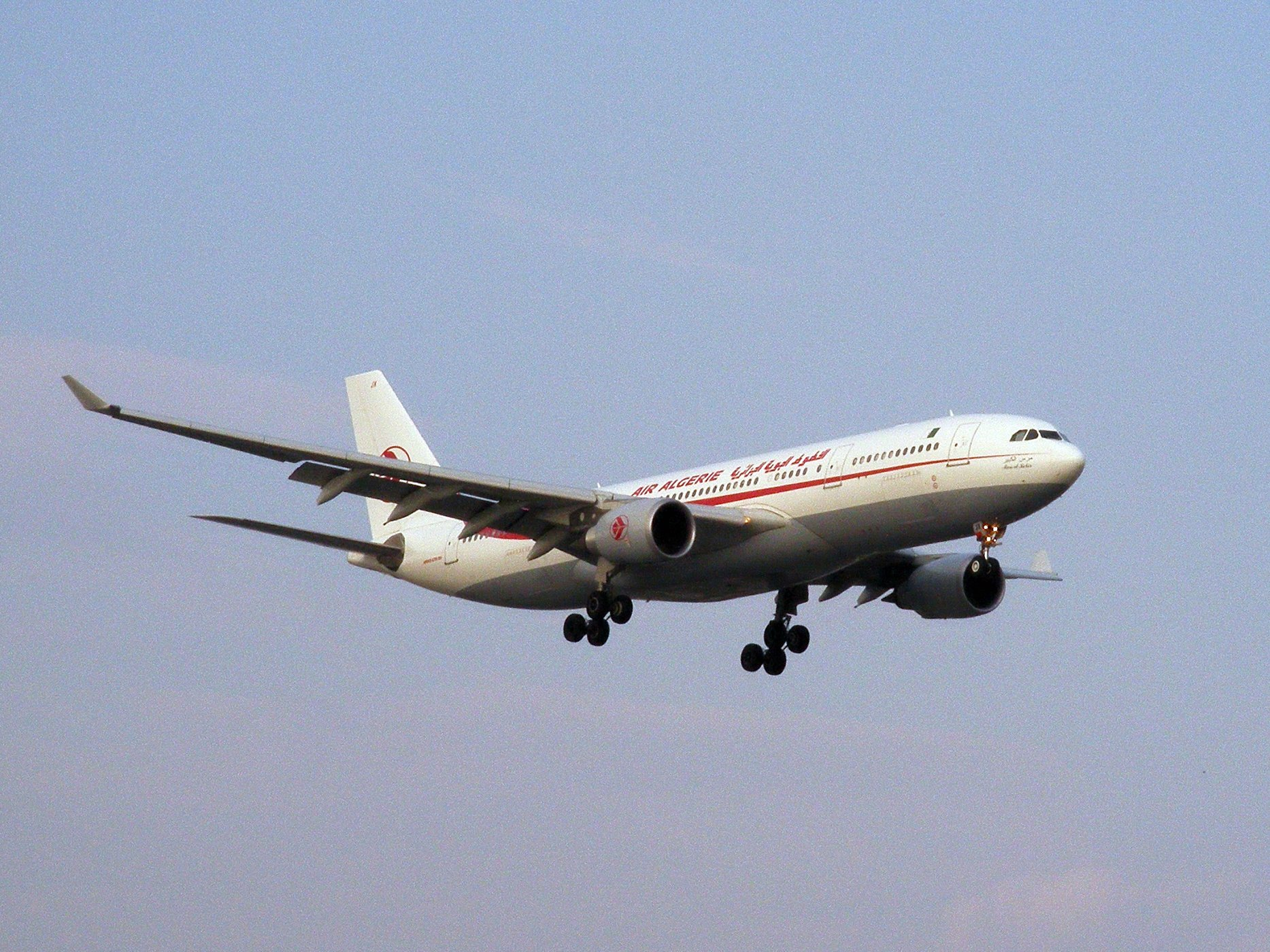
Airbus A330-200 в Монреале, Канада

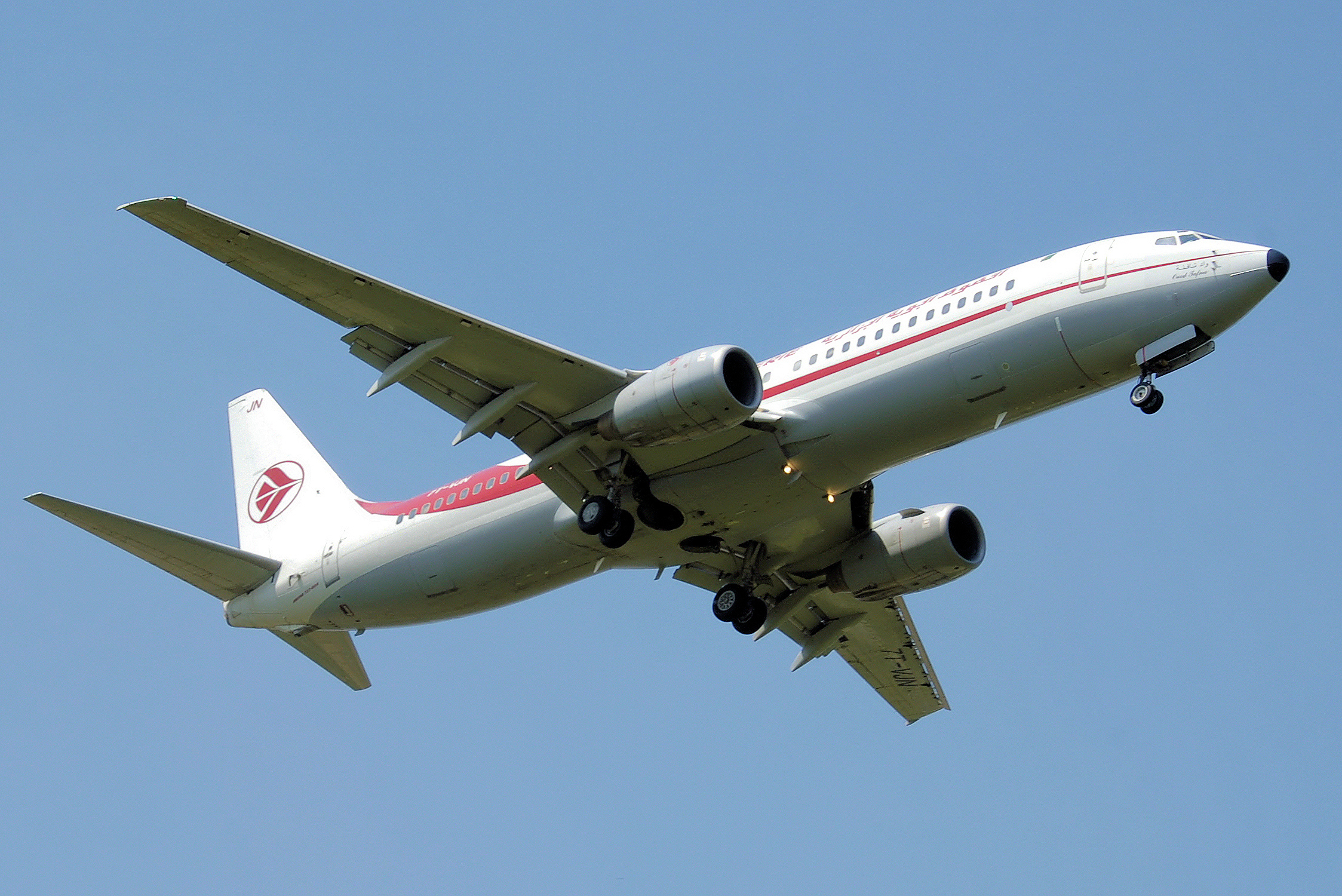
Boeing 737-800

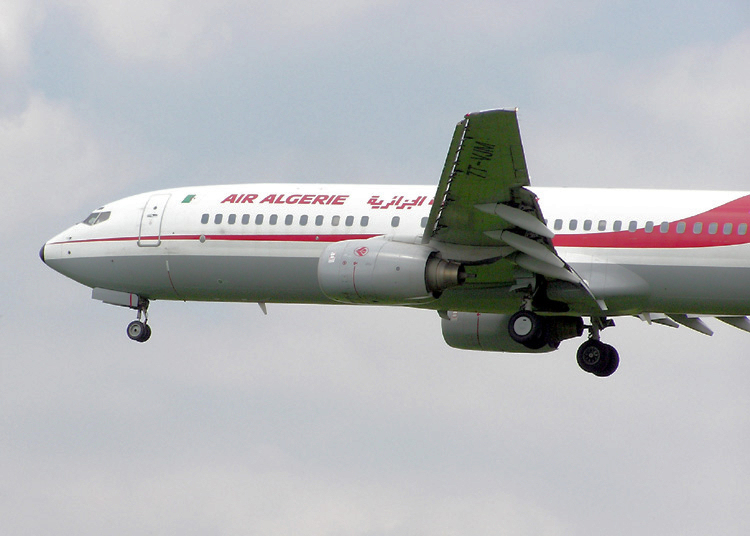
приземление Boeing 737-800 Эйр Алжир

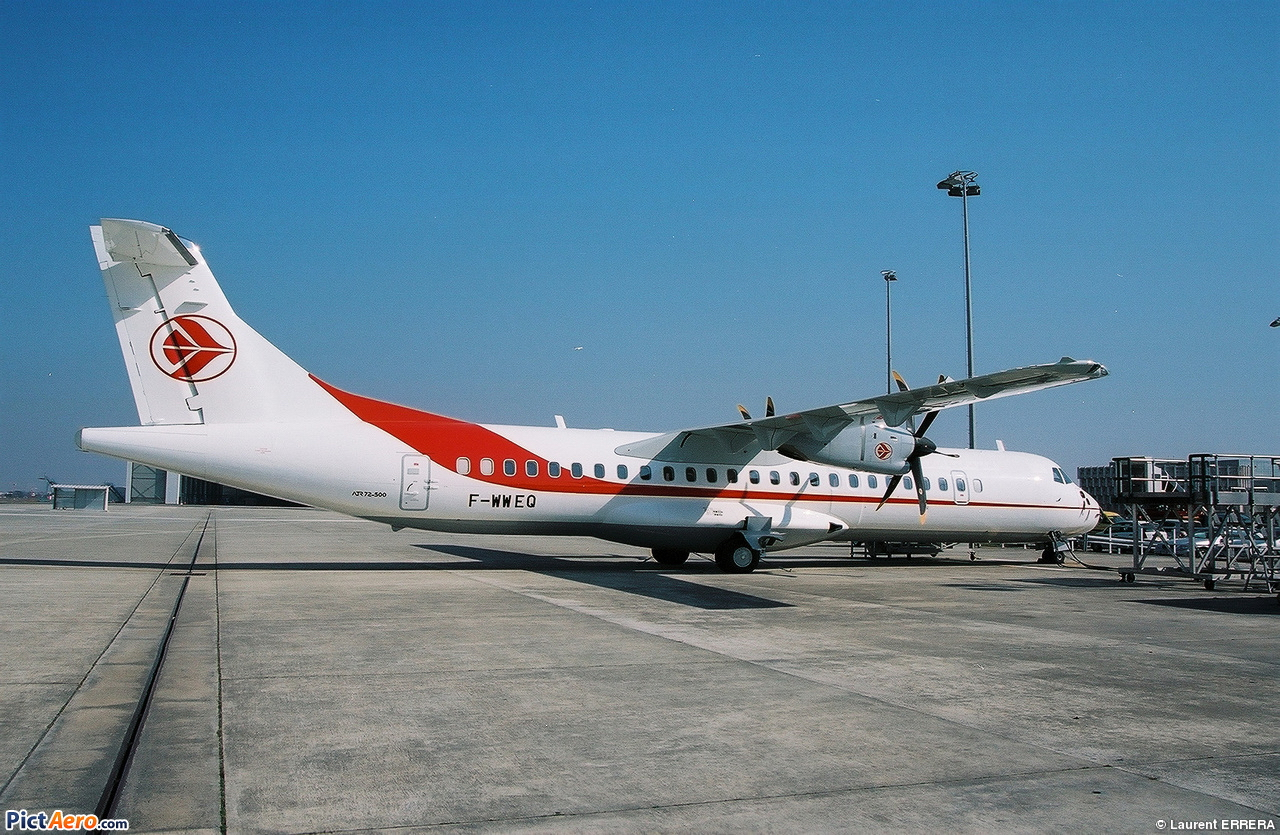
ATR 72-500 Air Algérie

Air Algérie (араб. الخطوط الجوية الجزائرية‎, фр. Air Algérie SpA МФА (фр.): [ɛʁ al.ʒe.ʁi]) — национальный перевозчик Алжира. Базируется в Алжире.
«Эр Альжери» осуществляет регулярные рейсы в 39 городов в 28 странах Европы, Северной Америки, Африки и Среднего Востока. Внутренние рейсы осуществляются в 32 аэропорта.
«Эр Альжери» на данный момент проходит процедуру вступления в альянс SkyTeam. Кодшеринговые соглашения, программа лояльности и соглашения о использовании совместных залов в терминалах с авиакомпаниями SkyTeam должны быть унифицированы до вступления в альянс.
«Эр Альжери» стал первым перевозчиком Африки, который стал использовать электронные билеты без использования бумажных билетов.

## История
Авиакомпания «Эр Альжери» была основана в 1947 году как Société Algérienne de Construction Aéronautique (SACA)-Air Algérie. 23 мая 1953 года произошло слияние с Compagnie Air Transport, в результате чего была образована компания Compagnie Générale de Transports Aériens (CGTA)-Air Algérie. После обретения независимости страны от Франции в 1962 году компания стала называться «Эр Альжери» (Entreprise Nationale d’exploitation des Services Aériens). В 1963 году алжирское правительство приобрело 51 % акций, повысив свою долю до 83 % в 1970 году и до 100 % в результате национализации в 1974, приобретя оставшиеся 17 % у Air France. По состоянию на март 2007 года в авиакомпании насчитывалось 9,775 сотрудников. «Эр Альжери» является членом Организации арабских авиаперевозчиков.

### Структура
«Эр Альжери» является акционерным обществом. Все акции полностью принадлежат правительству Алжира.
Основными направлениями деятельности «Эр Альжери» являются:
- Пассажирские перевозки
- Грузовые перевозки

«Эр Альжери» оказывает следующие услуги:
- Воздушные перевозки, включая сам перелёт, наземное обслуживание и доставку.
- Услуги по логистике и кейтерингу, координация таких направлений деятельности как финансы, менеджмент персонала, юридическое сопровождение, компьютерные сети и телекоммуникации.
- Чартерные рейсы для нефтяных компаний и ежегодного хаджа в Мекку.

Основная база авиакомпании находится в аэропорту имени Хуари Бумедьена, Алжир.

## Флот
В июле 2021 года флот Air Algérie состоял из 55 самолетов, средний возраст которых 13,4 лет:

## Кодшеринговые соглашения
- Aigle Azur
- Royal Air Maroc
- Tunisair
- Turkish Airlines

## Авиакатастрофы и инциденты
- Грузовой самолёт Boeing 737-200 рейса 702P (7T-VEE) потерпел крушение 21 декабря 1994 года. Самолёт летел из Ист-Мидлендс в Ковентри и разбился в 1,7 км к северо-востоку от аэропорта Ковентри-Багинтон, Англия, погибли все пять членов экипажа.
- Самолёт рейса 6289 разбился 6 марта 2003 года вследствие отказа двигателей вскоре после взлёта из Таманрассета в Алжир. 97 пассажиров и 6 членов экипажа погибли, 1 пассажир выжил.

- 13 августа 2006 года грузовой самолёт Lockheed Hercules Air Algerie, летевший по маршруту Алжир — Франкфурт, разбился недалеко от Пьяченцы, став жертвой грозы, погибли все 3 члена экипажа
- 24 июля 2014 года McDonnell Douglas MD-83 пропал в воздушном пространстве Мали. Номер рейса — AH5017.

- 6 августа 2016 года над Средиземным морем пропал пассажирский лайнер Boeing 737, летящий из Алжира в Марсель. Вечером поступили сообщения о благополучном приземлении лайнера в Алжире.
- В сентябре 2021 года, после ареста одного из управляющих, перевозившего наркотики между Францией и Алжиром, национальная компания ужесточила правила.